# Bill Challis
Bill Challis, (Wilkes-Barre, 8 juli 1904 -  4 oktober 1994) was een arrangeur uit het swingtijdperk In de jaren twintig was hij staff-arranger van de orkesten van Paul Whiteman en Jean Goldkette, waarvoor hij belangrijke charts schreef. Verder werkte hij onder meer voor Frankie Trumbauer, Bix Beiderbecke, Fletcher Henderson, Tommy en Jimmy Dorsey, Artie Shaw, Casa Loma Orchestra, radio-orkesten en pop-sessies. 

## Discografie
- Bill Challis and His Orchestra-1936, Circle
- Bill Challis and His Orchestra-More 1936, Circle
- Bill Challis' the Goldkette Project (Vince Giordano & the Nighthawks speelt arrangementen van Challis voor Goldkette, onder leiding van Challis), Circle

- Bibliothèque nationale de France: cb16134190t (data)
- International Standard Name Identifier: 0000 0001 0928 9355
- Library of Congress Control Number: no89007483
- MusicBrainz: dacb5242-3168-413c-8290-6ab503d949d9
- Virtual International Authority File: 100352652
- WorldCat: E39PBJhCKW3Jwqh8M9RYKrHjYP